# Eistalviadukt
Der Eistalviadukt, mitunter auch Eiswoogbrücke genannt, ist eine Eisenbahnbrücke am Eiswoog, einem kleinen Stausee bei Ramsen (Rheinland-Pfalz). Die Brücke führte von 1932 bis 1988 die eingleisige Eistalbahn über den Eisbach. Auch die links oberhalb des Baches verlaufende Landesstraße 395, die Grünstadt mit Enkenbach-Alsenborn verbindet, wird von ihr überspannt.
Der Viadukt, technisch eine Balkenbrücke, besteht aus einer von Pfeilern getragenen Fachwerkkonstruktion, deren Oberkante 36 Meter über dem Bachlauf liegt, und ist mit einer Länge von 271 Metern die längste Eisenbahnbrücke in der Pfalz.

## Geographie

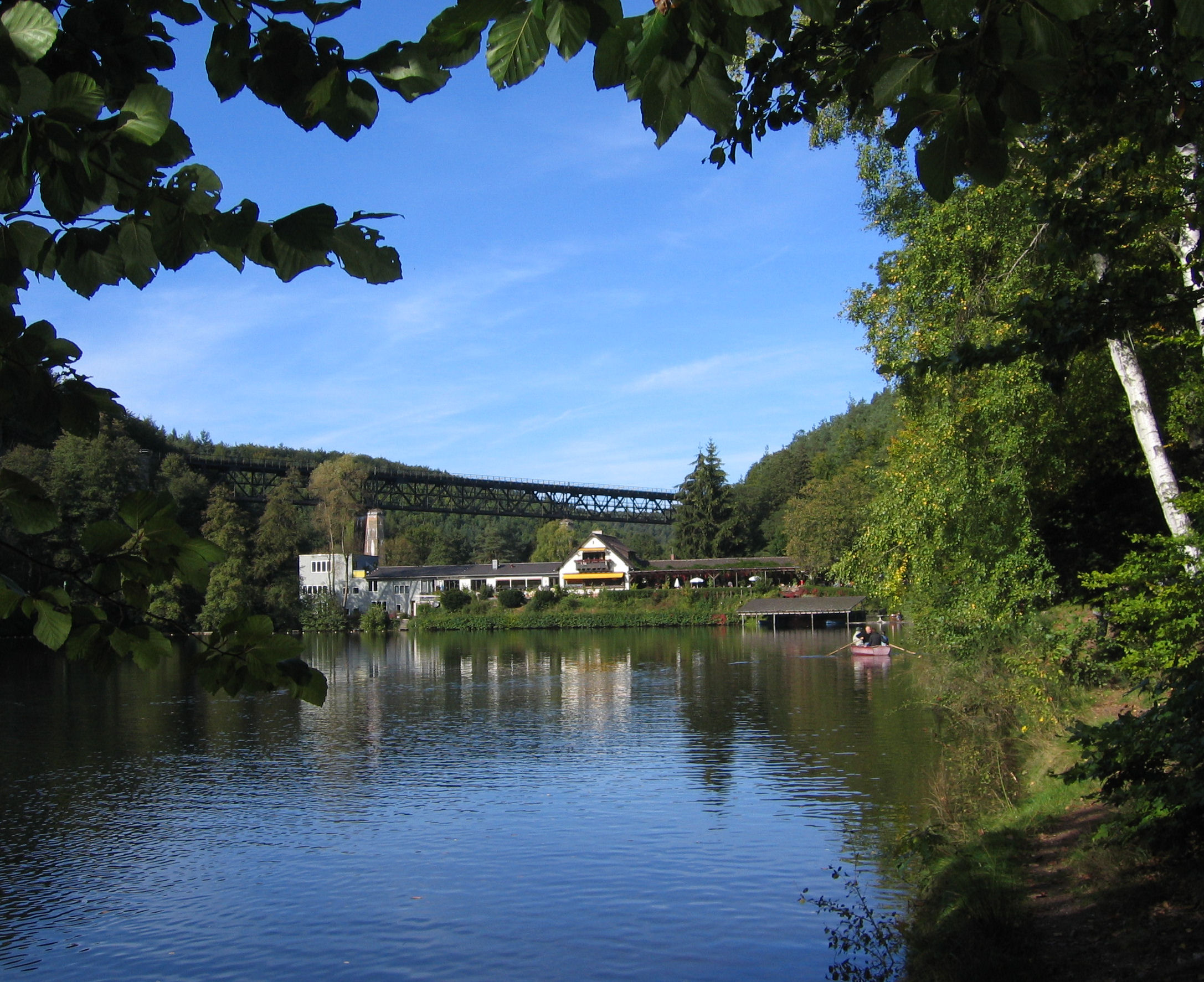
Vorne Eiswoog, in der Mitte Staumauer mit Hotel, hinten Eistalviadukt

Die Eistalbahn im Norden des Pfälzerwaldes verband entlang des Eisbachs Grünstadt im Osten und Enkenbach im Westen. Ihr westlicher Abschnitt Eiswoog–Enkenbach, zu dem der Eistalviadukt gehört, ist seit 1988 stillgelegt; der östliche Abschnitt Grünstadt–Eiswoog endet direkt östlich der Brücke am Haltepunkt Eiswoog.
Unmittelbar unter der Brücke steht ein Lokschuppen als westlicher Endpunkt der Stumpfwaldbahn, einer musealen Schmalspurbahn, die zu Tourismuszwecken eingerichtet wurde.
Einige Meter vom Haltepunkt Eiswoog entfernt gibt es einen Aussichtspunkt, der nach Süden den Blick hinunter in die Talaue des Eisbachs, auf die Staumauer mit aufgesetztem Hotel und über den Stausee dahinter ermöglicht.

## Architektur
Der Eistalviadukt besitzt zu den Hängen hin zwei Widerlager mit Stahlbetonbögen, die durch eine über 200 Meter lange Fachwerkkonstruktion verbunden sind. Die Überbauten sind als zweifeldrige Stahlfachwerkträger mit parallelen Fachwerkgurten und offener Fahrbahn ausgebildet und ruhen auf zwei bis zu 35 Meter hohen Stahlbetonpfeilern.

## Geschichte
Die Planungen für die Eistalbahn begannen bereits drei Jahre nach dem Bau der ersten deutschen Bahnstrecke zwischen Nürnberg und Fürth. Die Vollendung der Strecke, die in den 1870er Jahren begonnen und teilweise in Betrieb genommen worden war, verzögerte sich allerdings um mehr als ein halbes Jahrhundert, weil der Eistalviadukt als Lückenschluss zwischen den Teilabschnitten Enkenbach–Eiswoog und Ramsen–Grünstadt erst 1932 eröffnet wurde. Der Bau kostete 960.000 Reichsmark. Während der Westwall gebaut wurde, anschließend auch im Verlauf des Zweiten Weltkrieges, rollte über den Eistalviadukt kriegswichtiges Material nach Westen.
Im Zweiten Weltkrieg wurde der Viadukt durch Tieffliegerangriffe und Bombenabwürfe in den Jahren 1944 und 1945 beschädigt. Nach Sanierung konnte die Brücke ab 1949 wieder befahren werden.
Der letzte Zug querte den Viadukt bei einer Schienenbus-Sonderfahrt am 31. Dezember 1988. Pläne, den Eisenbahnverkehr der 1994 zwischen Grünstadt und Ramsen reaktivierten Eistalbahn wieder über die Brücke zu führen, scheiterten an hohen Sanierungskosten. Die Züge enden seit 2001 unmittelbar östlich der Brücke, wo der neue Haltepunkt Eiswoog angelegt wurde. Der ehemalige Haltepunkt Eiswoog befand sich auf der westlichen Seite und ist ebenso wie die Gleise in Richtung Enkenbach-Alsenborn vollständig erhalten.